# Varsberg
Varsberg (fràncic lorenès Warschberg) és un municipi francès situat al departament del Mosel·la i a la regió del Gran Est. L'any 2007 tenia 960 habitants.

## Demografia

### Població
El 2007 la població de fet de Varsberg era de 960 persones. Hi havia 382 famílies, de les quals 80 eren unipersonals (40 homes vivint sols i 40 dones vivint soles), 111 parelles sense fills, 135 parelles amb fills i 56 famílies monoparentals amb fills.
La població ha evolucionat segons el següent gràfic:
Habitants censats

### Habitatges
El 2007 hi havia 415 habitatges, 399 eren l'habitatge principal de la família i 16 estaven desocupats. 339 eren cases i 75 eren apartaments. Dels 399 habitatges principals, 316 estaven ocupats pels seus propietaris, 75 estaven llogats i ocupats pels llogaters i 8 estaven cedits a títol gratuït; 1 tenia una cambra, 20 en tenien dues, 45 en tenien tres, 67 en tenien quatre i 266 en tenien cinc o més. 358 habitatges disposaven pel capbaix d'una plaça de pàrquing. A 150 habitatges hi havia un automòbil i a 216 n'hi havia dos o més.

### Piràmide de població
La piràmide de població per edats i sexe el 2009 era:
| Homes | Edats   | Dones |
| ----- | ------- | ----- |
| 0     | 95 o +  | 0     |
| 0     | 90 a 94 | 0     |
| 0     | 85 a 89 | 12    |
| 0     | 80 a 84 | 4     |
| 12    | 75 a 79 | 12    |
| 20    | 70 a 74 | 32    |
| 16    | 65 a 69 | 28    |
| 24    | 60 a 64 | 32    |
| 24    | 55 a 59 | 20    |
| 36    | 50 a 54 | 32    |
| 28    | 45 a 49 | 24    |
| 52    | 40 a 44 | 36    |
| 56    | 35 a 39 | 52    |
| 16    | 30 a 34 | 28    |
| 36    | 25 a 29 | 20    |
| 16    | 20 a 24 | 20    |
| 32    | 15 a 19 | 20    |
| 20    | 10 a 14 | 28    |
| 40    | 5 a 9   | 24    |
| 28    | 0 a 4   | 24    |

## Economia
El 2007 la població en edat de treballar era de 662 persones, 474 eren actives i 188 eren inactives. De les 474 persones actives 440 estaven ocupades (238 homes i 202 dones) i 34 estaven aturades (10 homes i 24 dones). De les 188 persones inactives 71 estaven jubilades, 47 estaven estudiant i 70 estaven classificades com a «altres inactius».

### Ingressos
El 2009 a Varsberg hi havia 391 unitats fiscals que integraven 950 persones, la mediana anual d'ingressos fiscals per persona era de 20.555 €.

### Activitats econòmiques
Dels 15 establiments que hi havia el 2007, 1 era d'una empresa extractiva, 1 d'una empresa alimentària, 7 d'empreses de construcció, 3 d'empreses de comerç i reparació d'automòbils, 1 d'una empresa d'hostatgeria i restauració, 1 d'una empresa immobiliària i 1 d'una empresa classificada com a «altres activitats de serveis».
Dels 7 establiments de servei als particulars que hi havia el 2009, 1 era un paleta, 1 guixaire pintor, 1 fusteria, 2 lampisteries i 2 electricistes.
L'únic establiment comercial que hi havia el 2009 era una fleca.
L'any 2000 a Varsberg hi havia 3 explotacions agrícoles.

## Equipaments sanitaris i escolars
El 2009 hi havia 1 escola maternal i 1 escola elemental.

## Poblacions més properes
El següent diagrama mostra les poblacions més properes.